# Reggie Lee
Reggie Lee  (Nova Jersey, 4 de outubro de 1975) é um ator estadunidense mais conhecido pelo seu papel de Bil Kim na série norte-americana Prison Break. Atualmente trabalha na série Grimm como sargento Drew Wu.

## Biografia
Reggie Lee nasceu em 1975 e já fez parte da escola Pádua Franciscan High Shool onde passou a infância, e depois disso decidiu seguir a carreira como ator

## Carreira
Reggie Lee deu início a sua carreira como ator depois de ser chamado para seu primeiro filme no ano de 1999 The Bing Blid. No ano de 2000 gravou Southstreet, onde interpretou o personagem Mahler Greeter. Também participou da série "Persons Unknow" (como Tom) e da série "Prison Break".

### Filmografia
| 1999      | The Bing Blind      |                |             |                                          |           |              |         |
| 2000      | Southstreet Lullaby | Mahler Greeter |             |                                          |           |              |         |
| 2000      | Psycho Beach Party  | Dancer         |             |                                          |           |              |         |
| 2000      | Drift               | Ryan           | as R.T. Lee | 2001 contracenou em veloses e furiosos 1 | 2005-2009 | Prison Break | Bil Kim |
| 2011-2017 | Grimm               | Wu             |             |                                          |           |              |         |